# Ctenomys rionegrensis
Ctenomys rionegrensis е вид бозайник от семейство тукотукови (Ctenomyidae). Видът е застрашен от изчезване.

## Разпространение
Разпространен е в Аржентина и Уругвай.